# Bennys video
Bennys video en film av den österrikiske regissören Michael Haneke. Det är den andra filmen i den trilogi som Michael Haneke kallar för Glaciation trilogy. De två andra är Den sjunde kontinenten och 71 fragment.

## Handling
Filmen kretsar kring pojken Benny som ser mycket på våldsfilmer. En återkommande film är en videoupptagning av en grisslakt. Benny förlorar allt eftersom greppet om verkligheten. Gränsen mellan film och verklighet suddas ut när Benny dödar en flicka och filmar mordet med sin videokamera.  

## Om filmen
Bennys video hade premiär i Sverige den 16 april 1993, knappt 1 år efter premiären i Cannes. Haneke tar genom den här filmen upp åskådaren och ifrågasätter videovåldskonsumtionen i dagens samhälle. Alla tre filmerna i hans trilogi präglas av konsekvenserna av det moderna samhället där alienation, utanförskap och distansering från verkligheten blir påtagligare i takt med att vi och samhället moderniseras.  

## Priser
1992 vann Michael Haneke pris för Bennys video vid Vienna International Film Festival. 1993 var Bennys video nominerad till priset för årets bästa europeiska film vid European Film Awards, men vann istället kritikernas pris, Felix of the Critics (FIPRESCI-Award) samma år.